# Konya
Konya je grad u Turskoj, smješten na središnjoj zaravni u Anatoliji. Konya je glavni grad istoimene Pokrajine Konye, po površini najveće provincije u Turskoj. Prema podacima iz 2010. Konya je sedmi grad u Turskoj po broju stanovnika.
Staro latinsko ime za grad je Iconium (starogrč. Ἰκόνιον), koji je, prema Novom zavjetu, posjetio Sv. Pavao (opisano u Djelima apostolskim). Prema predaji, grčki filozof Platon je sahranjen u Iconiumu. Od 1097. do 1243. grad je bio prijestolnica Turaka Seldžuka i njihovog Rumskog sultanata. Svoj vrhunac Konya je dostigla između 1205. – 1239., kada je ovaj sultanat zauzima cijelu Anatoliju, Armeniju, dio Bliskog Istoka i Krim. 1243. Konyu su zauzeli Mongoli.

## Vanjske poveznice
- www.konya.bel.tr  Arhivirana inačica izvorne stranice od 1. siječnja 2012. (Wayback Machine)